# Ítax
En la mitología griega Ítax, Itas o Ítace (Ιθαξ, Ιθας) es un dios secundario, tan sólo citado por una fuente. Ítax cumple el rol de mensajero de los titanes en el poema épico de la Titanomaquia, pero más allá de este papel nada más se sabe de él. El propio Hesiquio ya sugiere que Itas, que algunos refieren como Ítax, no es otro que Prometeo. En otros textos, el papel como mensajero de los titanes recae en la diosa Arce.